# David Clinger

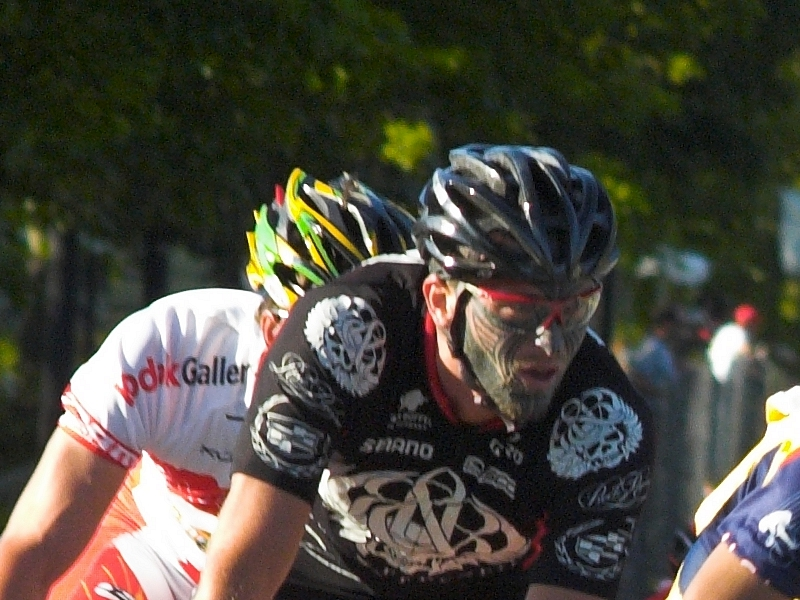
David Clinger 2007

David Clinger (* 22. November 1977 in Los Angeles) ist ein ehemaliger US-amerikanischer Straßenradrennfahrer.
David Clinger begann seine Karriere 1997 bei der US-amerikanischen Mannschaft Comptel Data System. Im Jahr darauf wechselte er zum Mercury Cycling Team. In seiner zweiten Saison dort gewann er die Gesamtwertung der Tour de Toona und eine Etappe bei der Tour de Beauce. Im Jahr 2000 wechselte Clinger zu der französischen GS-I Mannschaft Festina. In seinem ersten Jahr dort gewann er eine Etappe bei der Vuelta a Galega und 2001 entschied er das spanische Eintagesrennen Prueba Villafranca de Ordizia für sich. Daraufhin wechselte er zu US Postal Service, wo er beim Mannschaftszeitfahren der Katalonienrundfahrt und beim First Union Invitational erfolgreich war. Im nächsten Jahr ging Clinger wieder zurück in die USA zum Prime Alliance Cycling Team. Er gewann eine Etappe der Tour de Georgia, eine Etappe und die Gesamtwertung bei der Tour of Connecticut sowie zwei Teilstücke beim Cascade Cycling Classic. Außerdem belegte er den dritten Platz im Straßenrennen der US-amerikanischen Meisterschaft. 2004 wechselte er zu der italienischen Mannschaft Domina Vacanze, 2005 zu Webcor Builders und 2007 fuhr er für Rock Racing. In der Saison 2008 gewann David Clinger das Bonsall-San Luis Rey Classic.
Bei der nationalen Meisterschaft der Elite 2009 wurde Clinger positiv auf den Gebrauch von Testosteron und Modafinil getestet. Der US-amerikanische Verband sperrte ihn daraufhin für zwei Jahre bis zum 2. September 2011. Nach einem zweiten positiven Dopingtest wurde er im August 2011 lebenslang gesperrt.

## Erfolge
1999
- eine Etappe Tour de Beauce

2001
- Prueba Villafranca de Ordizia

2002
- eine Etappe Volta Ciclista a Catalunya (Mannschaftszeitfahren)
- First Union Invitational

2003
- eine Etappe Tour de Georgia

## Teams
- 1997 Comptel Data System
- 1998 Mercury Cycling Team
- 1999 Mercury Cycling Team
- 2000 Festina
- 2001 Festina
- 2002 US Postal Service
- 2003 Prime Alliance Cycling Team
- 2004 Domina Vacanze
- 2005 Webcor Builders

...
- 2007 Rock Racing (ab 12.05.)